# 8064 Lisitsa
8064 Lisitsa eller 1978 RR är en asteroid i huvudbältet som upptäcktes den 1 september 1978 av den rysk-sovjetiske astronomen Nikolaj Tjernych vid Krims astrofysiska observatorium på Krim. Den har fått sitt namn efter den sovjetisk-ukrainske vetenskapsmannen Mychajlo Lysytsja (1921–2012).
Asteroiden har en diameter på ungefär femton kilometer och den tillhör asteroidgruppen Dora.